# Lagynochthonius arctus
Espèce
Synonymes
- Tyrannochthonius arctus Beier, 1967

Lagynochthonius arctus est une espèce de pseudoscorpions de la famille des Chthoniidae.

## Distribution
Cette espèce est endémique de Manus dans les îles de l'Amirauté en Papouasie-Nouvelle-Guinée,.

## Publication originale
- Beier, 1967 : Die Pseudoscorpione der Noona Dan Expedition nach den Philippinen Inseln. Entomologiske Meddelelser, vol. 35, p. 315-324.